# Şeref Eroğlu
Şeref Eroğlu (ur. 25 listopada 1975 w Kahramanmaraş) – turecki zapaśnik. Srebrny medalista olimpijski z Aten.
Walczył w stylu klasycznym, w kategorii wagowej od 57 do 66 kg w czasie kariery. Startował również na igrzyskach w 1996, 2000 i 2008 roku i zajął tam odpowiednio 17., 10. i 17. miejsce. Zdobył trzy medale mistrzostw świata w zapasach (złoty w 1997 roku oraz dwa srebrne w 1998 i 1999 roku). Jest również zdobywcą dziewięciu medali mistrzostw Europy w zapasach (sześć złotych w 1994, 1996, 1998, 2001, 2002, 2003, jeden srebrny w 1997 oraz dwa brązowe w 1999 i 2006 roku).
Był również brązowym medalistą igrzysk śródziemnomorskich z 1993. Uniwersytecki mistrz świata z 1998. Pierwszy w Pucharze Świata w 2001; drugi w 2007 i czwarty w 2006. Wojskowy mistrz świata w 2000 roku. Zdobywał też liczne tytuły jako junior.